# Left Hand Path (álbum)
Left Hand Path es el primer disco de la banda sueca de death metal Entombed, y es considerado la obra maestra del death metal sueco y uno de los ejemplos del sonido «motosierra» de la guitarra, que fue muy usado por las bandas de death metal sueco de la época. Grabado en 1989 en los estudios Sunlight de Tomas Skogsberg, el álbum fue lanzado por Earache Records en 1990. Contiene canciones del demo But life goes on y también canciones de los demos de Nihilist. Poco antes de grabar, David Blomqvist quien era el bajista de la banda, se retiró para tocar guitarra en la banda de death metal Carnage.

## Lista de canciones
| N.º | Título                            | Duración |  |
| 1.  | «Left Hand Path»                  | 6:41     |  |
| 2.  | «Drowned»                         | 4:04     |  |
| 3.  | «Revel in Flesh»                  | 3:45     |  |
| 4.  | «When Life Has Ceased»            | 4:13     |  |
| 5.  | «Supposed to Rot»                 | 2:06     |  |
| 6.  | «But Life Goes On»                | 3:02     |  |
| 7.  | «Bitter Loss»                     | 4:25     |  |
| 8.  | «Morbid Devourment»               | 5:27     |  |
| 9.  | «Abnormally Deceased»             | 3:01     |  |
| 10. | «The Truth Beyond»                | 3:28     |  |
| 11. | «Carnal Leftovers» (Bonus Track)  | 3:00     |  |
| 12. | «Premature Autopsy» (Bonus Track) | 4:26     |  |

## Integrantes
- L.G. Petrov (voz)
- Uffe Cederlund (guitarra, bajo)
- Alex Hellid (guitarra)
- Nicke Andersson (batería, guitarra, bajo)